# 開心鬼精靈
《開心鬼精靈》，是1986年上映的一部香港恐怖鬼片，由劉豪偉執導，梁琬然監製，錢小豪、徐淑媛、簡慧珍、劉志榮主演。

## 劇情
二世祖小豪（錢小豪 飾）之妻子（徐淑媛 飾）與表哥（劉志榮 飾）有染，有天小豪發現妻子有奸夫，其妻及表哥決定在他知道真相前把他殺死，後小豪在一次混戰中被兩人推下山坡。Regina（簡慧珍 飾）、矇豬眼、大眼妹、Eva四姊妹發現小豪瀕死的軀體並為其急救，Regina給了小豪死前的最後一口氣，令他的靈魂仍然可與凡人世界互動，但只有Regina四姊妹可看見他。小豪的鬼魂跟隨Regina返其家，Regina得知小豪的身世後決定替他報仇，同時其表哥亦知道小豪陰魂不散，請來法師打算消滅小豪。

## 演員表
| 演員   | 角色                  |
| 錢小豪 | 小豪                  |
| 徐淑媛 | 小豪妻子              |
| 劉志榮 | 小豪表哥              |
| 簡慧真 | Regina                |
| 莊文清 | Mary Regina四姊妹之母 |
| 曹查理 | Charlie Mary之情人    |
| 童玲   | 籃球隊隊長            |
| 林曉妮 | Eva                   |
| 張佩霞 | 大眼妹                |
| 許慧斯 | 矇豬眼                |
| 太保   | 法師                  |
| 甘露   |                       |
| 許瑩英 |                       |
| 羅青浩 | 籃球裁判              |
| 陳月茹 |                       |